# Herderpark

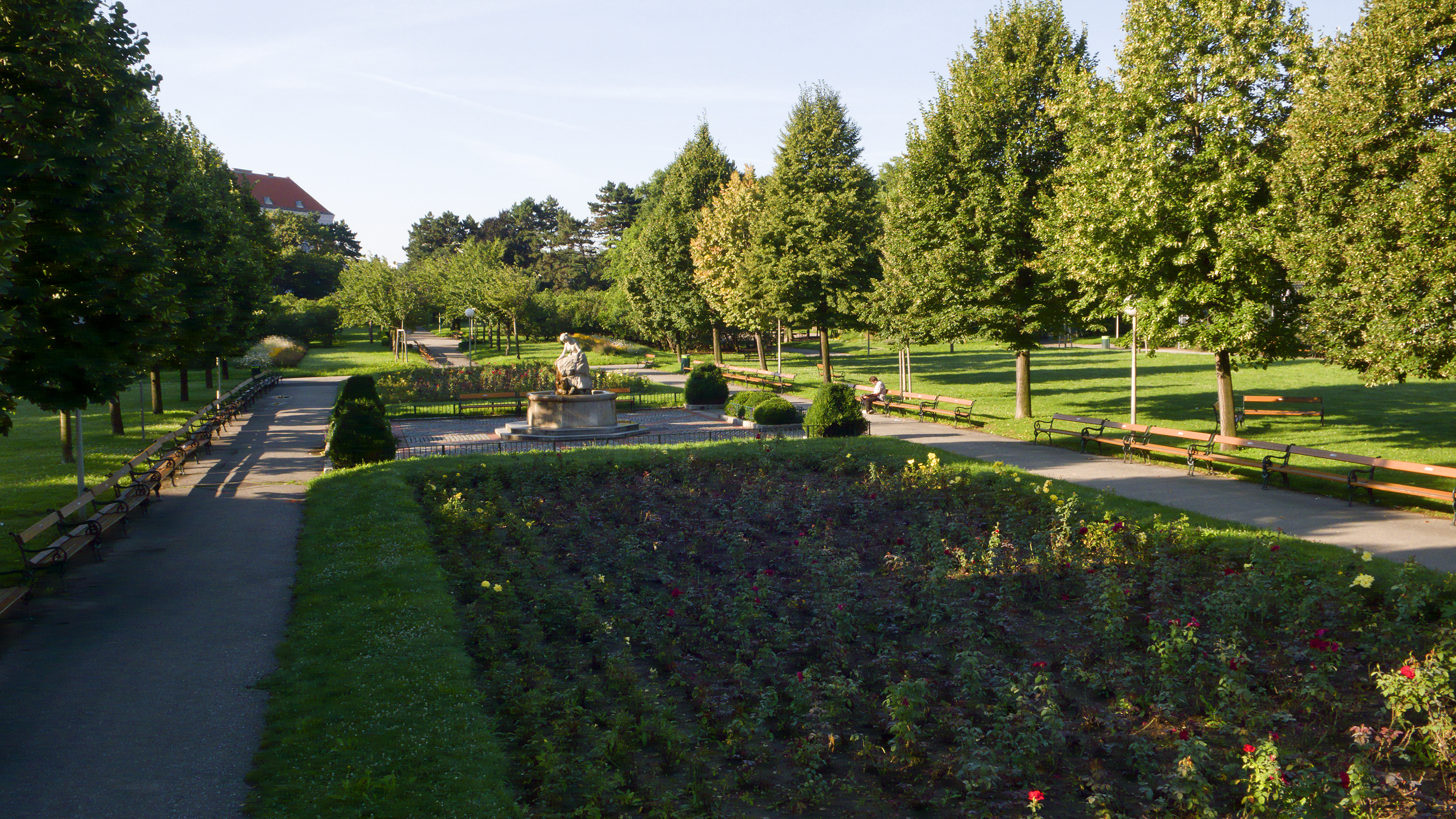
Herderpark

Der Herderpark ist eine Parkanlage im 11. Wiener Gemeindebezirk Simmering und erstreckt sich vom Herderplatz bis zu den Straßenzügen Zehetbauergasse und Am Kanal. Mit einer Fläche von 42.600 m² ist er der größte Park Simmerings.

## Geschichte

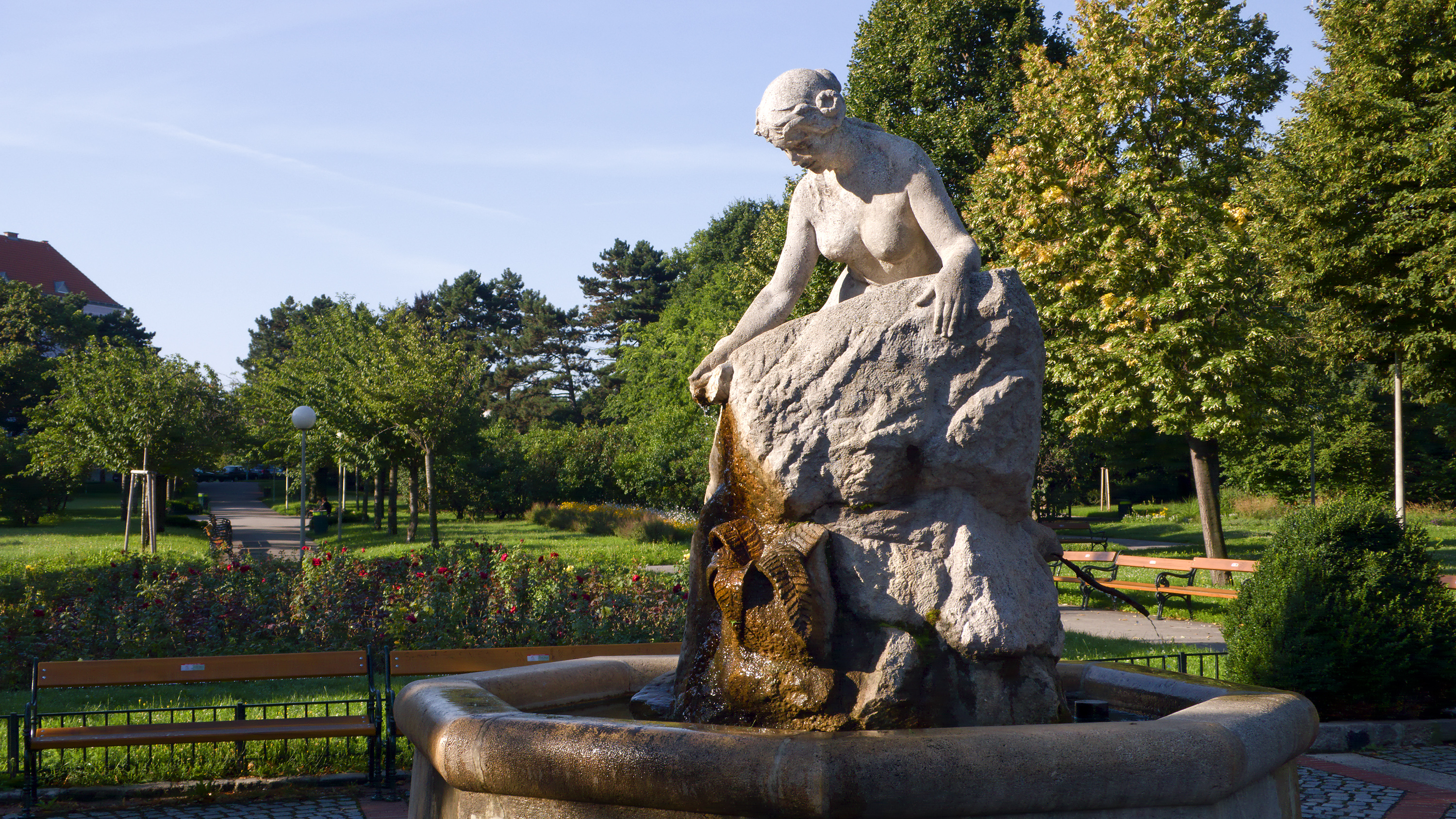
„Meerjungfrau-Brunnen“ im Zentrum des Parks

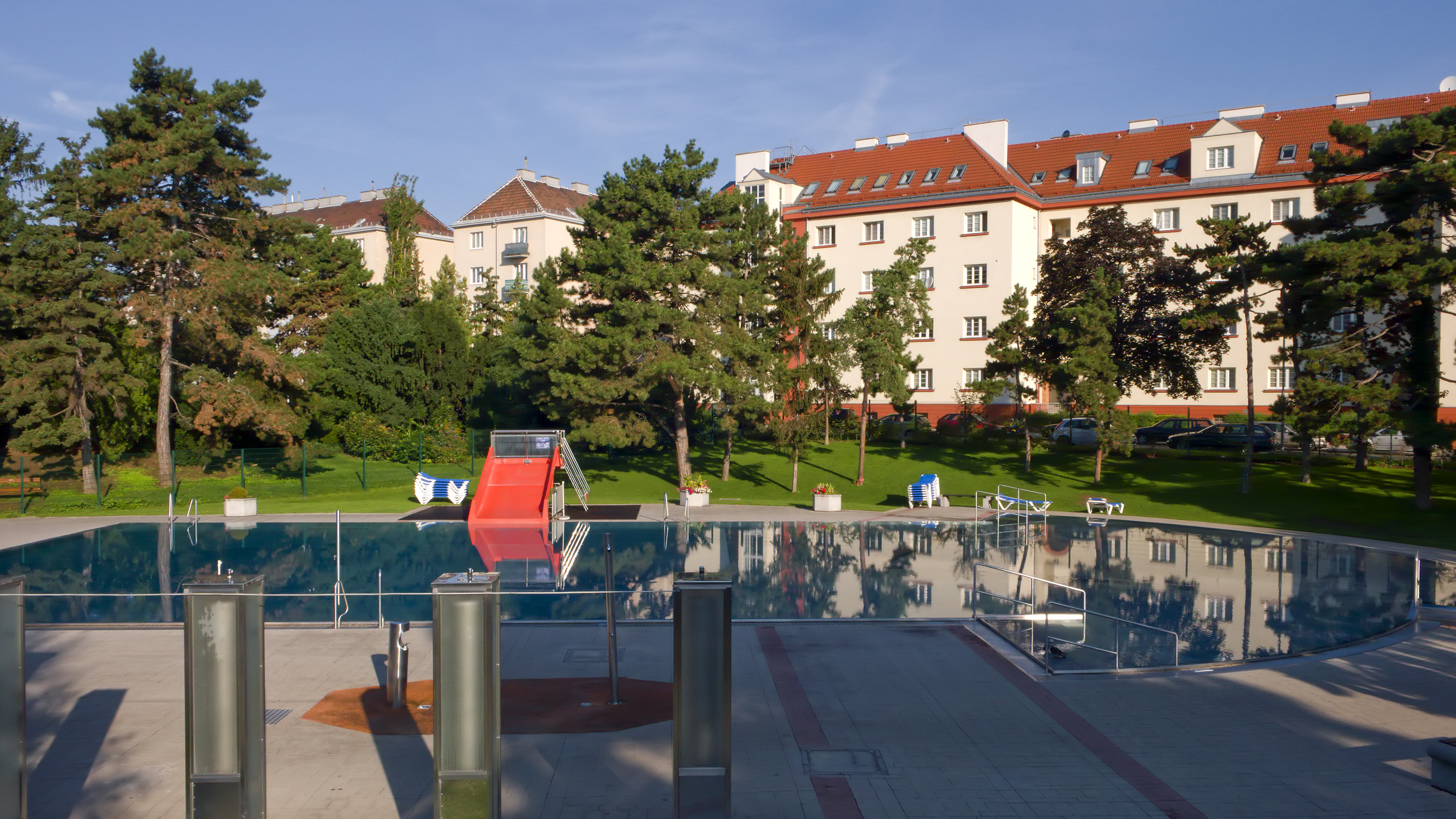
Kinderfreibad im Herderpark

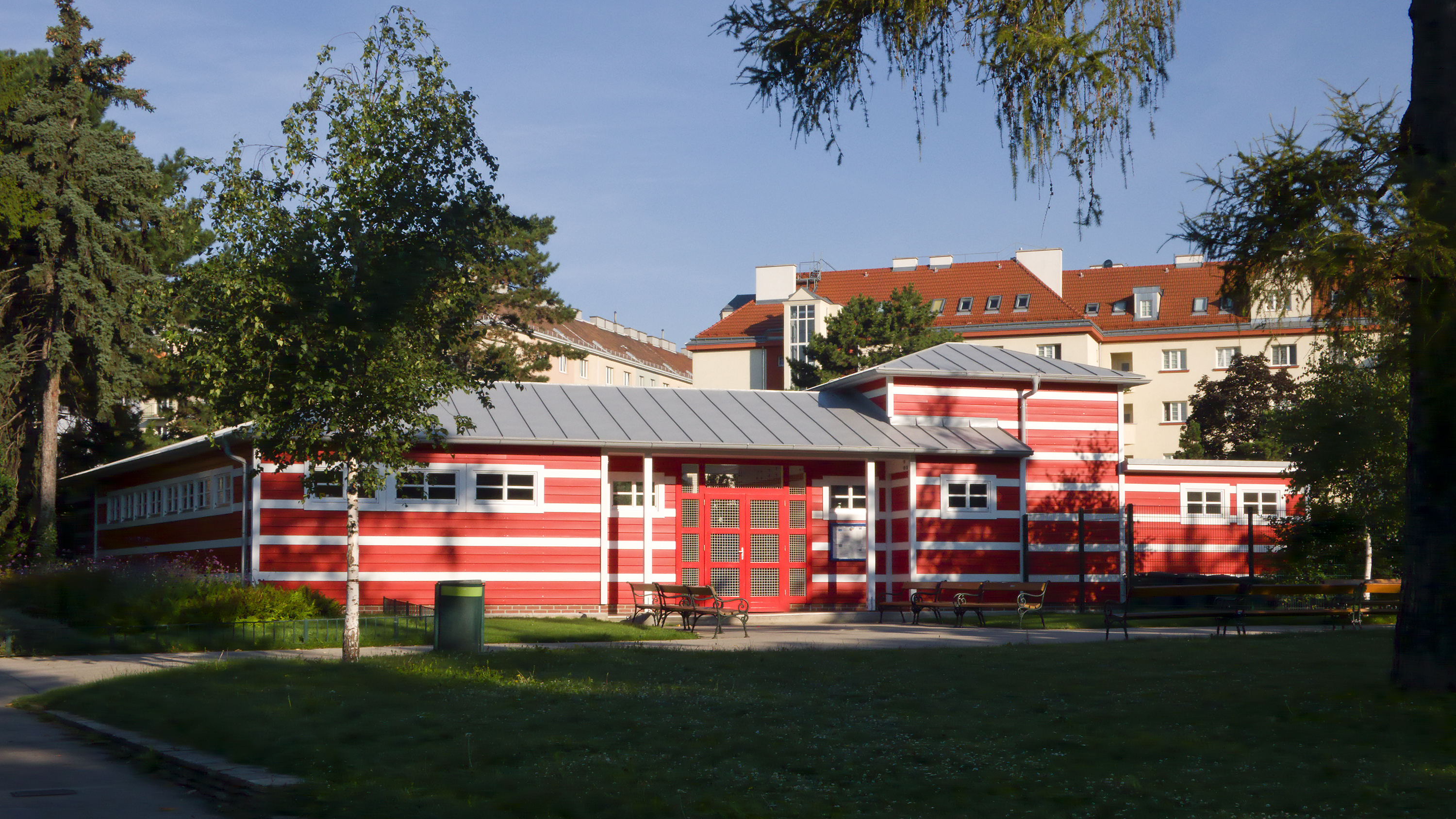
Das Freibad von außen

Ursprünglich war ein Teil des heutigen Herderparks der Vorgarten der von 1910 bis 1911 errichteten Volksschule am Herderplatz. Zur Zeit des Ersten Weltkrieges und bis in die 1920er Jahre befanden sich auf dem Gelände Kleingärten. Von 1923 bis 1926 wurden in der näheren Umgebung mehrere mittlerweile denkmalgeschützte Gemeindebauten errichtet, unter anderem der Josef-Scheu-Hof und der Dr.-Franz-Klein-Hof. Schließlich wurde das Areal nach Entwürfen des Gartenarchitekten Friedrich Kratochwjle zu einer Parkanlage mit integriertem Kinderfreibad umgestaltet, die Eröffnung erfolgte am 4. Mai 1930. Nach Ende des Zweiten Weltkrieges wurde der Park erweitert, ein Luftschutzbunker wich einem Ballspielplatz, und die Promenade entlang des ehemaligen Wiener Neustädter Kanals (heute verläuft dort eine Schnellbahn-Trasse) wurde zugunsten des Parks ebenfalls erweitert.
Im Jahr 2006 wurde die Parkanlage durch den Landschaftsarchitekten Ferenc Bodi umfassend revitalisiert, im September 2006 erfolgte die Wiedereröffnung. Das über vier Hektar große Areal des Parks umfasst heute unter anderem ein Sommer- bzw. Familienbad, Spiel- und Sportplätze, eine Basketball- und Streetballanlage, einen speziell für Jugendliche gedachten Bereich mit Tischtennistischen und einem Salettl, sowie einen vor allem für Senioren ausgestalteten Teil des Parks, der Schach- und Mühletische und eine Laube mit zahlreichen Sitzgelegenheiten beinhaltet. Auch gartenarchitektonisch gab es Neuerungen, so wurden einige Wege speziell bepflanzt, es entstanden dadurch z. B. Flieder-, Zierkirschen- und Zierapfelwege, die vor allem im Frühling dem Park eine farbenprächtige Note verleihen sollen.
Im Zentrum des Parks befindet sich, flankiert von Rosenbeeten, ein 1931 errichteter Brunnen mit der von Franz Sautner gestalteten Steinplastik „Meerjungfrau“. Im westlichen Teil des Parks befindet sich die über 6.000 m² große Jugendsportanlage Herderpark sowie eine knapp 400 m² große, eingezäunte Hundezone. Das 1929 errichtete Familienbad liegt im nördlichen Teil des Areals und verfügt über ein Becken mit rund 520 m² Wasserfläche. Das in den 1990er Jahren generalsanierte und denkmalgeschützte Gebäude des Bades wurde im Jänner 2009 durch einen Brand schwer beschädigt. Nach Abriss der Brandruine wurde das Holzgebäude im Einvernehmen mit dem Bundesdenkmalamt rekonstruiert, im Juli 2009 erfolgte die Wiedereröffnung des Bades.
Die Namensgebung des Parks erfolgte analog zu dem angrenzenden Herderplatz, der bereits 1911 nach dem Philosophen und Dichter Johann Gottfried Herder (1744–1803) benannt wurde.